# Kulturhuset Stockholm

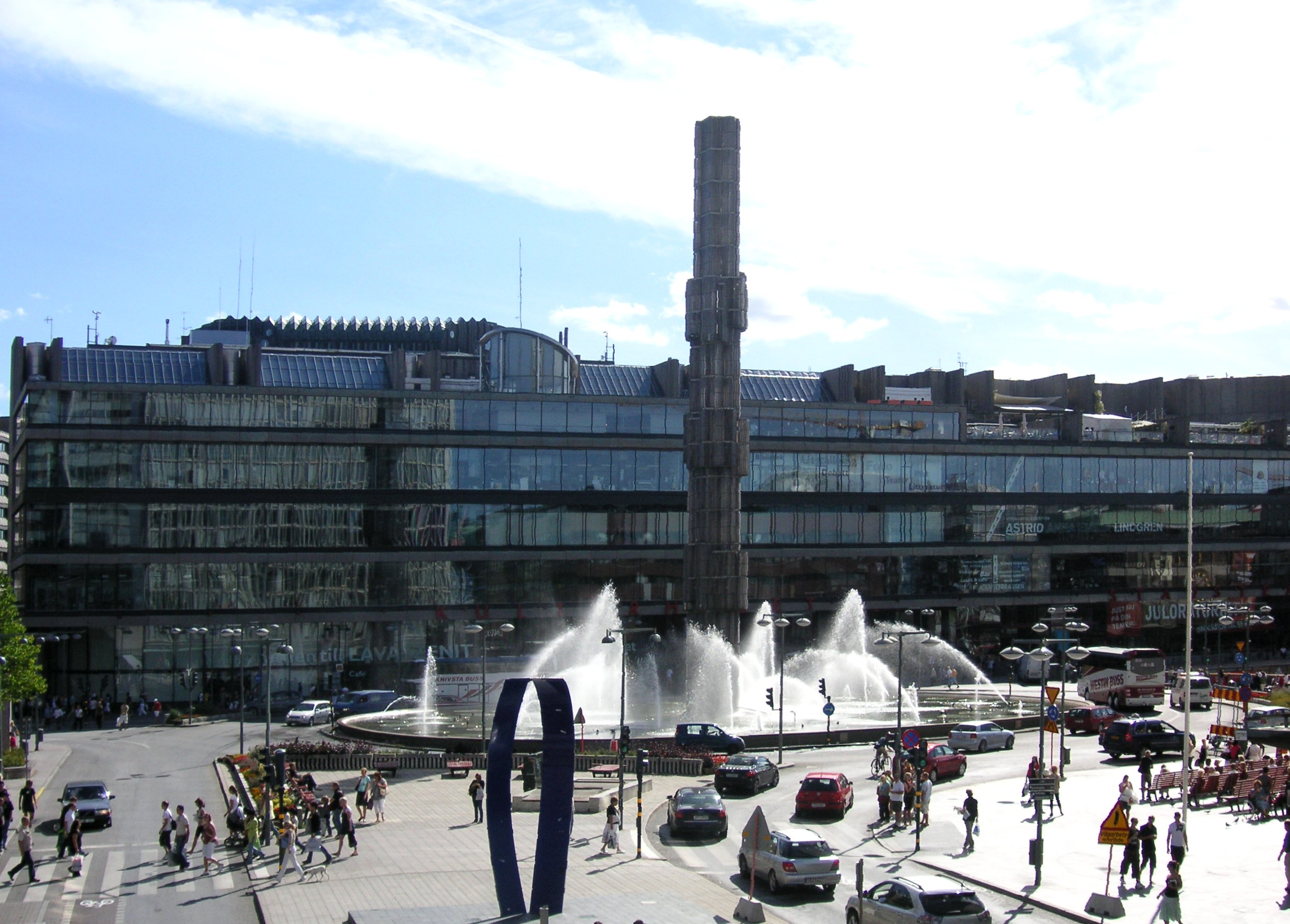
Kulturhuset in Stockholm

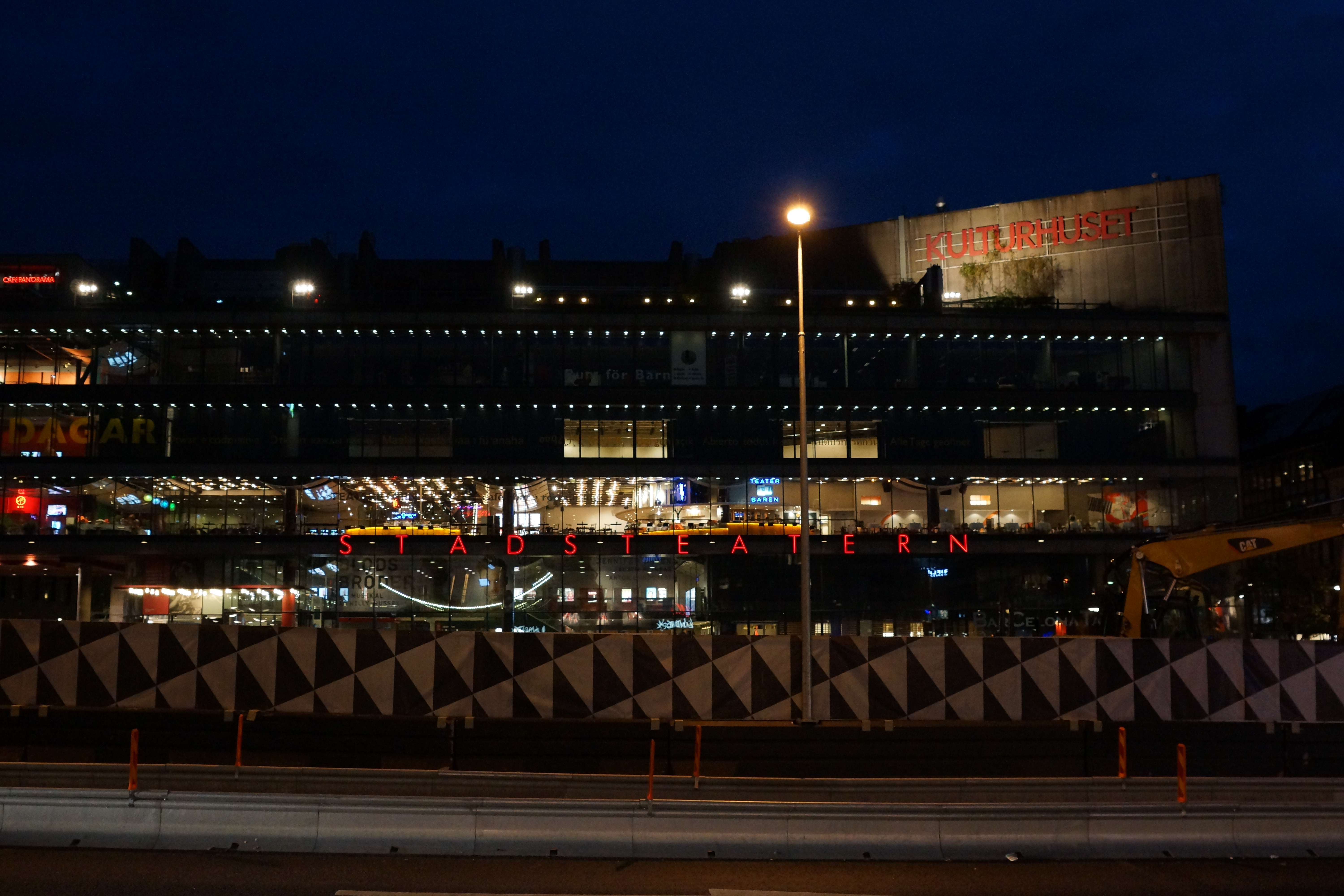
Kulturhuset 's nachts

Kulturhuset (Zweeds voor Cultuurhuis) is een gebouw in het centrum (op Norrmalm) van Stockholm waar allerlei culturele activiteiten worden beoefend. Kulturhuset ligt aan het drukke plein Sergelstorg. Het gebouw is ontworpen door Peter Celsing en werd op 15 oktober 1974 geopend. Het openen van een speciaal cultuurhuis maakte deel uit van de plannen van de gemeente Stockholm om het hele stadscentrum te vernieuwen.
In het gebouw worden tentoonstellingen gehouden op allerlei culturele gebieden zoals fotografie, mode, kunst en multimedia. Sinds 1990 is ook het Stockholms Stadstheater in het gebouw gevestigd.
Ironisch genoeg werd uitgerekend het Cultuurhuis in peilingen van populaire Zweedse avondkranten in minstens één instantie tot lelijkste gebouw van Stockholm gestemd door de lezers.